# Нижній Тилой
Нижній Тило́й (рос. Нижний Тылой) — присілок у складі Шарканського району Удмуртії, Росія.

## Населення
Населення — 75 осіб (2010; 115 у 2002).
Національний склад станом на 2002:
- удмурти — 97 %

## Урбаноніми[3]
- вулиці — Дорожня, Садова, Центральна, Шкільна